# Jonathan Safran Foer
Jonathan Safran Foer (/fɔːr/), ameriški pisatelj, * 21. februar 1977, Washington, ZDA.
Jonathan Safran Foer je znan po svojih romanih Everything Is Illuminated (2002), Extremely Loud & Incredibly Close (2005), Here I Am (2016) ter po neleposlovnih delih Eating Animals (2009) in We Are the Weather: Saving the Planet Begins at Breakfast (2019). Na Univerzi v New Yorku poučuje kreativno pisanje.

## Pogledi
Safran Foer je bil odkrit kritik mesne industrije. Leta 2006 je posnel pripoved za dokumentarni film If This is Kosher..., razkritje postopka certificiranja košer, ki zagovarja judovsko vegetarijanstvo. Prva neleposlovna knjiga Safrana Foerja Eating Animals (2009) obravnava probleme, povezane z industrializacijo mesa in iz tega izhajajočimi etičnimi vprašanji. Rekel je, da je bil dolgo »negotov glede tega, kako se počuti [o uživanju mesa]« in da je rojstvo njegovega prvega otroka navdihnilo »resnost, ker bo moral sprejemati odločitve v njegovem imenu«.
Po pandemiji covida-19 je Safran Foer ponovil svoj argument, da bi morali Američani jesti manj mesa zaradi družbenih, okoljskih in humanitarnih posledic mesne industrije.
V svojem osebnem življenju je bil Safran Foer občasno vegetarijanec od svojega 10. leta.